# خطوط لان الجوية
خطوط لان الجوية هي مجموعة من شركات طيران أمريكية جنوبية مقرها سانتياغو التشيلي، وهي فرع من مجموعة خطوط لاتام الجوية أكبر شركة طيران قابضة في أمريكا الجنوبية، نشأت مجموعة لاتام بعد أن أكملت خطوط لان الجوية إستحواذها على شركة خطوط تام الجوية البرازيلية في 22 يونيو 2012، وبالرغم من ذلك فإن الشركتين يشتغلان بطلائين وشهادتين مختلفتين عن الأخرى.
خطوط لان الجوية هي الناقل الوطني للتشيلي، البيرو والإكوادور وتعتبر أيضا ثاني أكبر ناقل في الأرجنتين وكولومبيا، وذلك باستعمال شركاتها الفرعية المحلية، خطوط لان الجوية تعتبر حاليا من أكبر شركات الطيران في أمريكا اللاتينية، تخدم كل من أمريكا اللاتينية، أمريكا الشمالية، الكاريبي، أوقيانوسيا وأوروبا، وهي عضو في تحالف عالم واحد منذ عام 2000، تأتي خطوط لان الجوية في المرتبة 49 من حيث أقدم شركات الطيران في العالم، وعاشر أقدم شركة طيران تشتغل حاليا، وتتخذ من مطار أرتورو ميرينو بينيتيز مطارا رئيسيا لها.
في ديسمبر 2011 بلغ عدد موظفي خطوط لان الجوية 21,800 موظف، وبلغ أسطولها 149 طائرة (137 طلبية)، مقدمة خدماتها لأكثر من 22 مليون راكب في العام ونحو 97 وجهة (إضافة لشركاتها الفرعية).

## الأسطول

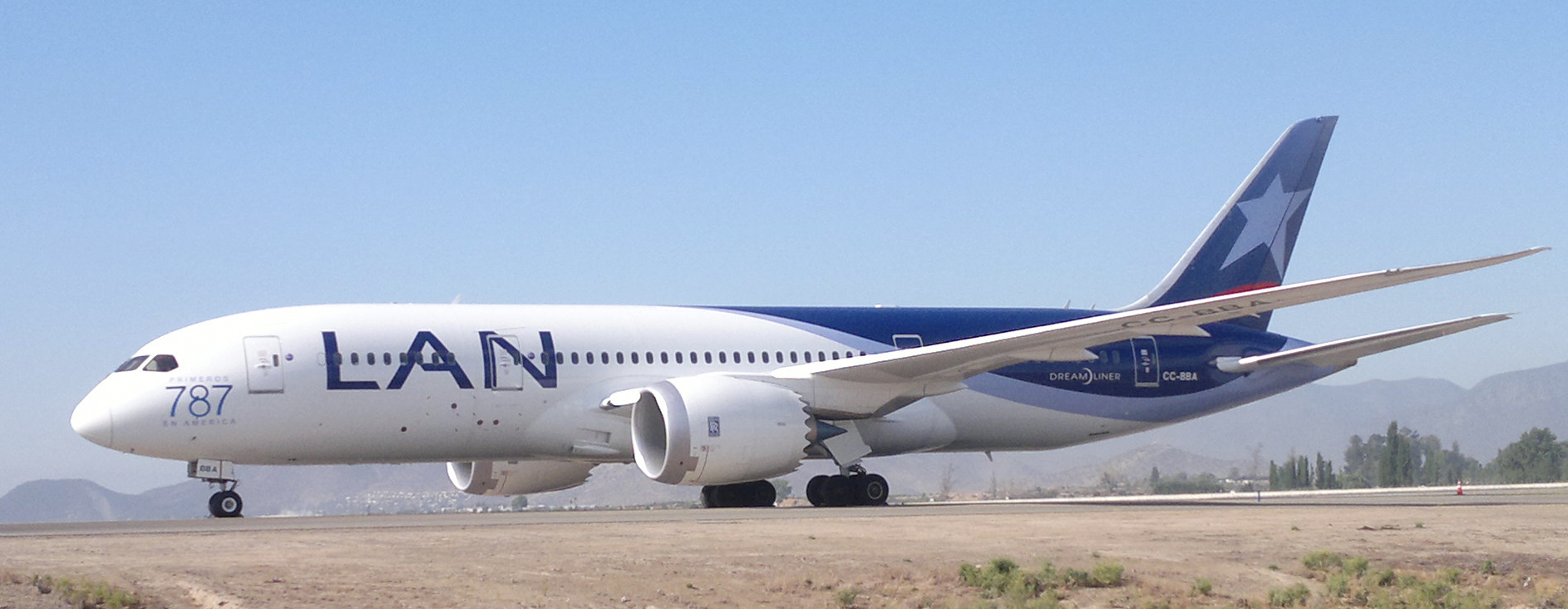
أو طائرة بوينغ 787 تستلمها خطوط لان الجوية